# تیمچه برقی
تیمچه برقی مربوط به دوره قاجار است و در کاشان، راسته بازار، بازارچه میانچال واقع شده و این اثر در تاریخ ۷ مهر ۱۳۸۱ با شمارهٔ ثبت ۶۵۳۷ به‌عنوان یکی از آثار ملی ایران به ثبت رسیده است.